# Bae Yong-joon

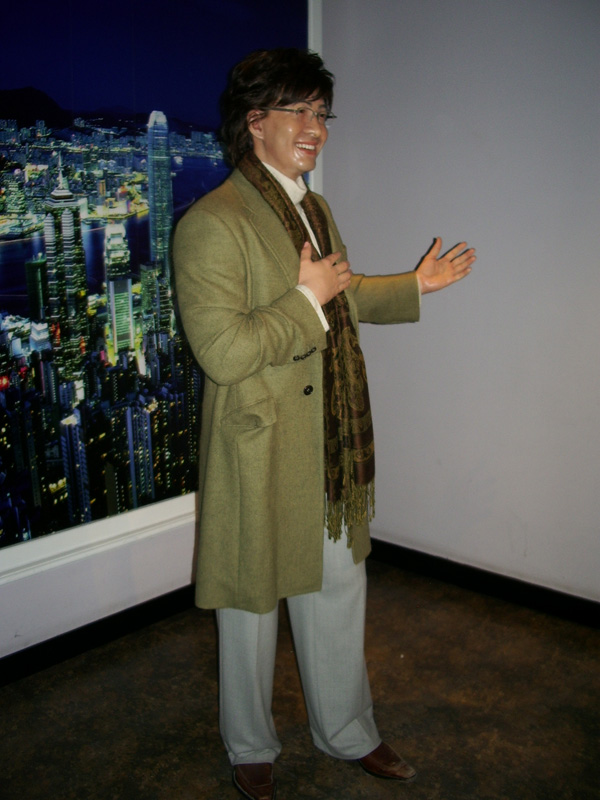
Wachsfigur von Bae im Madame Tussauds in Hongkong.

Bae Yong-joon (* 29. August 1972 in Seoul, Südkorea) ist ein südkoreanischer Schauspieler.
Er hat eine jüngere Schwester. Er debütierte 1994 in dem KBS-Drama 사랑의 인사 Sarang-ui Insa. Sein wohl größter Hit war jedoch seine Rolle in dem Drama „Winter Sonata“ (kor. 겨울연가 Gyeoul yeonga) von 2002 auf KBS2. Vor allem mit dem Erfolg von koreanischen Produktionen in Asien ist auch sein Ruhm bei den asiatischen Fans gestiegen. Vor allem in Japan ist er als Yon-sama (japanisch ヨン様) sehr bekannt und hat als Star viel zur weiteren Entwicklung der Koreanischen Welle beigetragen. Seither gibt es in Korea auch einen speziellen Tourismuszweig; Fans von Filmstars besuchen die Originaldrehplätze und spezielle Fantreffen werden für die – meist weiblichen Fans – organisiert. Frauen, vor allem mittleren Alters, entwickelten plötzlich ein starkes Interesse an Koreanischkursen. Mit KeyEast hatte Bae eine eigene Agentur, die er 14 Jahre lang führte. 2018 verkaufte er seine Anteile an SM Entertainment.
Er ist seit Juli 2015 mit der Schauspielerin Park Soo-jin verheiratet. Das Paar hat zwei Kinder.

## Filmographie

### Fernsehen
- 1995: 드라마게임
- 1995: 젊은이의 양지
- 1996: 파파 (KBS2)
- 1996–97: 첫사랑
- 1999: 우리가 정말 사랑했을까
- 2002: Winter Sonata 겨울연가 (KBS2)
- 2007: Hotelier 호텔리어 (MBC)
- 2011: Dream High

### Filme
- 2003: Untold Scandal (Joseon namnyeo sangyeoljisa 스캔들)
- 2005: April Snow (Wae Chul 외출)[3]